# Молдажанов, Ильяс Исмаилович
Ильяс Исмаилович Молдажанов (каз. Ілияс Ысмайылұлы Молдажанов; 1900—1938) — советский казахский общественный деятель, журналист и поэт.

## Биография
Родился в 1900 году в селе Караторгай (по другим данным в селе Аулсовет) Бешкарогайской волости Семипалатинской области Российской империи. Происходит из рода уак.
Окончил двухуровневую русско-казахскую школу в 1914 году. Работал писарем почтовой станции села Глуховка Семипалатинской области, затем табельщиком шерстомойки в Семипалатинске.
В 1918 году был призван в Русскую императорскую армию, служил писарем и каптенармусом кавалерийского полка Алаш-Орды, воевал на Семиреченском фронте.
После Октябрьской революции вступил в РККА, был участником Гражданской войны в России. В 1920 году стал членом ВКП(б)/КПСС, в 1920—1921 годах служил секретарём кавалерийского полка и бригады, затем был военкомом 3-го Киргизского кавалерийского полка.
С 1921 года работал в Оренбурге, а затем в Семипалатинске, где был заместителем заведующего агитотделом Главполитпросвета Наркомпроса Казахской ССР, начальником губернской милиции, заведующим административным отделом губернского исполкома, заведующим Семипалатинским губернским земельным управлением. Являлся редактор газеты «Қазақ тілі». Затем работал председателем Павлодарского уездного исполкома, начальником Центрального административного управления (ЦАУ) и одновременно являлся членом коллегии НКВД Казахской ССР. Позже работал заведующим Акмолинским губернским земельным управлением и Акмолинским губторгом.
С 1929 по 1932 год Молдажанов работал председателем Гурьевского окружного исполкома, был членом комитета по оседанию при Алма-Атинском окружном исполкоме, являлся председателем Челкарского районного исполкома и Актюбинского районного исполкома.
С 1932 по 1935 год Ильяс Молдажанов был председателем Алма-Атинского областного исполкома, с 1935 по 1937 год — наркомом финансов Казахской ССР. Являлся членом Казахского ЦИК и Казахского крайкома ВКП(б).
29 июля 1937 года был арестован 4-м отделом УГБ УНКВД по Алма-Атинской области. 13 марта 1938 года по обвинению ст. 58-2, 58-7, 58-8, 58-11 УК РСФСР и приговорен Военной Коллегией Верховного Суда СССР к высшей мере наказания. Реабилитирован 30 июля 1959 года Военная Коллегия Верховного Суда СССР за отсутствием состава преступления.